# Golodnaja Guba
Die Golodnaja Guba  (russisch Голодная Губа) ist ein See im Nordwesten Russlands. Er ist mit einer Fläche von 186 Quadratkilometern der größte See des Autonomen Kreises der Nenzen.
Die Golodnaja Guba befindet sich 26 km nördlich der Gebietshauptstadt Narjan-Mar, zwischen dem Petschora-Delta im Osten und dem Moränenzug Nenezkaja Grada (Ненецкая гряда) im Westen. Der See ist 37 Kilometer lang, 10,5 Kilometer breit und besitzt eine durchschnittliche Tiefe von 2,5 bis 3 Metern. Die wichtigsten Zuflüsse sind der 47 Kilometer lange, von Südwesten in die Golodnaja Guba mündende, Tanjui (Танюй) sowie die 13 Kilometer lange Kisselitschnaja (Киселичная). Durch den am äußersten Nordosten des Sees abfließenden Tundrowy Schar (Тундровый Шар), an dessen rechtem Ufer die rund 1000 Einwohner zählende Nenzensiedlung Nelmin Nos (Нельмин Нос) liegt, ist die Golodnaja Guba über die Bucht Korowinskaja Guba (ein Teil der Petschorabucht) mit der Petschorasee verbunden.